# LT Водолея
LT Водолея (лат. LT Aquarii), HD 220686 — одиночная переменная звезда в созвездии Водолея на расстоянии приблизительно 1711 световых лет (около 525 парсеков) от Солнца. Видимая звёздная величина звезды — от +8,13m до +7,96m.

## Характеристики
LT Водолея — красный гигант, пульсирующая медленная неправильная переменная звезда (LB) спектрального класса M3 или M4/5III. Эффективная температура — около 3399 К.